# Youness Mokhtar
Younes Mokhtar, né le 29 août 1991 à Utrecht aux Pays-Bas, est un footballeur néerlando-marocain évoluant au poste d'ailier gauche évoluant au FC Eindhoven

## Biographie

### En club

#### Débuts aux Pays-Bas
Mokhtar naît à Utrecht aux Pays-Bas dans une famille marocaine et grandit dans le quartier de Overvecht (en). Il commence le football dans le club amateur de l'USV Elinkwijk aux côtés de Zakaria Labyad avant d'être formé dans le grand club du PSV Eindhoven. Avec deux entraînements par jour en club avec le PSV, le joueur décide d'arrêter l'école et de consacrer son temps au football.
En 2011, il rejoint en prêt le club de la même ville, le FC Eindhoven, qui évolue en Eerste Divisie (deuxième division).

#### Départ en Arabie saoudite
Le 24 août, le joueur signe un contrat de trois ans au sein du club Al-Nasr Riyad. Rarement titularisé, le joueur entre en jeu seulement neuf fois entre les mois de septembre 2015 et janvier 2016. Il réclame vite son départ pour des problèmes de paiements et de temps de jeu. 
Lors du mercato hivernal, il est rapproché avec le club turc du Kayserispor, le joueur se rendra en Turquie pour conclure le contrat mais ce dernier refuse à la dernière minute de signer dans le club. A l'aéroport d'Istanbul, il est impliqué dans une bagarre générale contre Tolunay Kafkas et certains membres parmi les dirigeants du club. Le joueur, en compagnie de ses frères et ses amis, sont placés en garde à vue en Turquie, avant d'être relâchés un jour plus tard.

#### Expérience en Norvège
Le 3 avril 2019, libre de tout contrat depuis son départ de l'Ankaragücü SK, il s'engage pour un an avec le club norvégien du Stabæk Fotball.

#### Renouveau au Raja CA
Le 21 janvier 2022, il paraphe un contrat renouvelable de six mois avec le Raja Club Athletic pour jouer dans son pays pour la première fois.

### En équipe nationale
Avec l'équipe des Pays-Bas des moins de 17 ans, il participe au championnat d'Europe des moins de 17 ans en 2008. Lors de cette compétition, il joue quatre matchs. Les Pays-Bas s'inclinent en demi-finale contre l'Espagne.
Il compte dix sélections et quatre buts avec l'équipe du Maroc olympique. Avec cette équipe, il arrive en finale du championnat d'Afrique des nations des moins de 23 ans en 2011. Il marque deux buts lors de cette compétition, contre l'Égypte en demi-finale, et le Gabon en finale.

## Palmarès
Maroc
- Finaliste du Championnat d'Afrique des nations des moins de 23 ans en 2011